# デトロイト (高速戦闘支援艦)
| USS Detroit AOE-4 |                                                                                  |
| 艦歴              |                                                                                  |
| 発注              | 1965年12月29日                                                                   |
| 起工              | 1966年11月29日                                                                   |
| 進水              | 1969年6月21日                                                                    |
| 就役              | 1970年3月14日                                                                    |
| 退役              | 2005年2月17日                                                                    |
| 除籍              |                                                                                  |
| その後            | 予備役                                                                           |
| 母港              |                                                                                  |
| 性能諸元          |                                                                                  |
| 排水量            | 軽荷排水量：18,884トン 満載排水量：54,000トン                                    |
| 全長              | 796 ft (243 m)                                                                   |
| 全幅              | 107 ft (33 m)                                                                    |
| 吃水              | 38 ft (11.6 m)                                                                   |
| 機関              | 蒸気タービン2基 2軸, 100,000 shp(75MW)                                           |
| 最大速度          | 25 ノット                                                                        |
| 乗員              | 士官34名、兵員602名                                                              |
| 兵装              | 20mmファランクスCIWS 2基 NATOシー・スパロー Mark 29艦対空ミサイル8連装発射機 1基 |
| 艦載機            | MH-60 ナイトホーク 2機                                                           |
| モットー          | Superare Optimum To Surpass the Finest                                           |
| 愛称              | Dirty D                                                                          |

デトロイト(USS Detroit, AOE-4)は、アメリカ海軍の補給艦。サクラメント級高速戦闘支援艦の4番艦。艦名はミシガン州デトロイトに因む。その名を持つ艦としては五隻目である。
デトロイトは主として第6艦隊に所属し、地中海及びペルシャ湾での活動を行い41年の現役任務を終えた。

## 艦歴
デトロイトは1966年11月29日にワシントン州ブレマートンのピュージェット・サウンド海軍工廠で起工する。1969年6月21日に進水し、1970年3月28日に就役した。
デトロイトは整調航海の後、ブレマートンを出港し最初の作戦行動を南米経由でロードアイランド州ニューポートに向けて行う。1971年3月、サウスカロライナ沖で海軍のタンカーと衝突事故を起こす。その後第六艦隊に所属したデトロイトは六ヶ月にわたる作戦活動を行い、1971年12月にニューポートに帰港する。
ニューポートで修理及び維持作業を行っている間の1973年12月12日、デトロイトは機関室後方で爆発事故を起こす。事故により広範囲な損害が生じた。
1974年1月、デトロイトは母港をバージニア州ノーフォークに変更する。
1974年7月14日に三度目の地中海配備に出港する。通常任務に加え、1974年12月のキプロス危機でデトロイトは偶発的な任務に参加した。この巡航中にイタリア沖で一名の水兵が行方不明となる。八時間にわたってヘリコプターで探索を行ったが、水兵は発見できなかった。
デトロイトは1975年8月19日に四度目の地中海への航海を行い、1976年1月28日にノーフォークへ戻るまでに200回以上の補給作業を行った。
2000年8月27日にデトロイトはヴァージニア岬からおよそ100マイルの地点で駆逐艦ニコルソン(USS Nicholson, DD-982)と衝突事故を起こした。両艦への損害は軽微な物であった。
デトロイトはエンタープライズ戦闘グループの一部として2003年10月2日にペルシャ湾に展開し、2004年3月1日に母港に帰還した。
デトロイトは2005年2月17日に退役し、現在はペンシルベニア州フィラデルフィアの予備役艦艇保管施設に停泊する。